# Vaszilij Vasziljevics Verescsagin
Vaszilij Vasziljevics Verescsagin, oroszul Василий Василиевич Верещагин, (Cserepovec, 1842. október 16. – 1904. április 13.) a leghíresebb orosz csataképfestő volt és hazájának első festője, aki nemzetközi hírre tett szert.

## Pályája kezdete
Egy orosz földbirtokos nemes fia volt, édesanyja tatár származású volt. Nyolcéves korában Carszkoje Szelo kadétiskolájába küldték, három évvel később pedig Szentpétervárott kezdett tengerészeti iskolát. Először 1858-ban szállt tengerre.
Iskolaelsőként végzett, de nyomban el is hagyta a szolgálatot, hogy festészetet tanuljon. Két évvel később, 1863-ban már érmet nyert a szentpétervári cári művészeti akadémiától Odüsszeusz megöli a kérőket című munkájáért. 1864-ben Párizsba utazott, ahol Jean-Léon Gérôme iskolájában tanult, de mestere módszereivel nem volt elégedett.

## Utazásai Közép-Ázsiába
A párizsi Salonban 1866-ban bemutatta Zsoltárt éneklő duhoborok című rajzát. A következő évben részt vett Kaufman tábornok turkesztáni hadjáratában és Szamarkand ostroma során kiérdemelte a Szent György-rendet. 1869-ben bejárta Turkesztánt, 1873-ban a Himaláját, Indiát és Tibetet, majd 1884-ben ismét Indiát.
Miután Párizsban és Münchenben dolgozott, 1874-ben Szentpétervárott bemutatta turkesztáni témájú képeit. Ezek közt volt A háború apoteózisa című alkotás, amely egy koponyákból épített piramist ábrázolt, és „minden hódítónak, a múltban a jelenben és a jövőben” dedikálta, és A hátrahagyott, egy társai által elhagyott haldokló katona képe.

## Az orosz−török háború és a száműzetés
A bolgár−török háború kitörésekor a Balkánra utazott. Szokásához hűen ezúttal is gyakran tartózkodott a frontvonalban, egyszer súlyosan meg is sebesült. Legismertebb darabja A Sipka-szorosban minden csendes című triptichonja, a képet 1883-ban Budapesten is kiállította. A sorozatban képes volt arra is, hogy sejtesse az orosz főtisztek alkalmatlanságát és közönyét alárendeltjeik iránt. A képek miatt természetesen ismét összeütközésbe került a katonai és politikai vezetéssel, II. Sándor cár azt mondta róla: „Állandó célzatossága szembemegy a nemzeti öntisztelettel és csak azt lehet megállapítani róla, hogy egy barom, vagy egy teljesen zavarodott ember”. Oroszországból távoznia kellett, külföldön voltak sikeres kiállításai. A hadsereg persze mindenütt ugyanúgy reagált, Európában és Amerikában is tilos volt katonáknak és katonai főiskolásoknak a tárlat megtekintése.

## Az utolsó évek
1885−93 között az Egyesült Államokban és Japánban tett utazásokat. 1888-ban hazatért, Moszkva mellett telepedett le és  Napóleon oroszországi hadjáratának eseményeit festette (A borogyinói csata után, A szmolenszki országúton, Visszavonulás, Menekülés). 1901–1903 között a spanyol–amerikai háború színtereit járta be, elutazott a Fülöp-szigetekre, majd Japánba, de készülő japán sorozatát az orosz–japán háború kitörése miatt félbehagyta. A Petropavlovszk csatahajón, Makarov altengernagy zászlóshajóján vesztette életét, amikor az Port Arthurnál aknára futott és elsüllyedt.

## Néhány műve

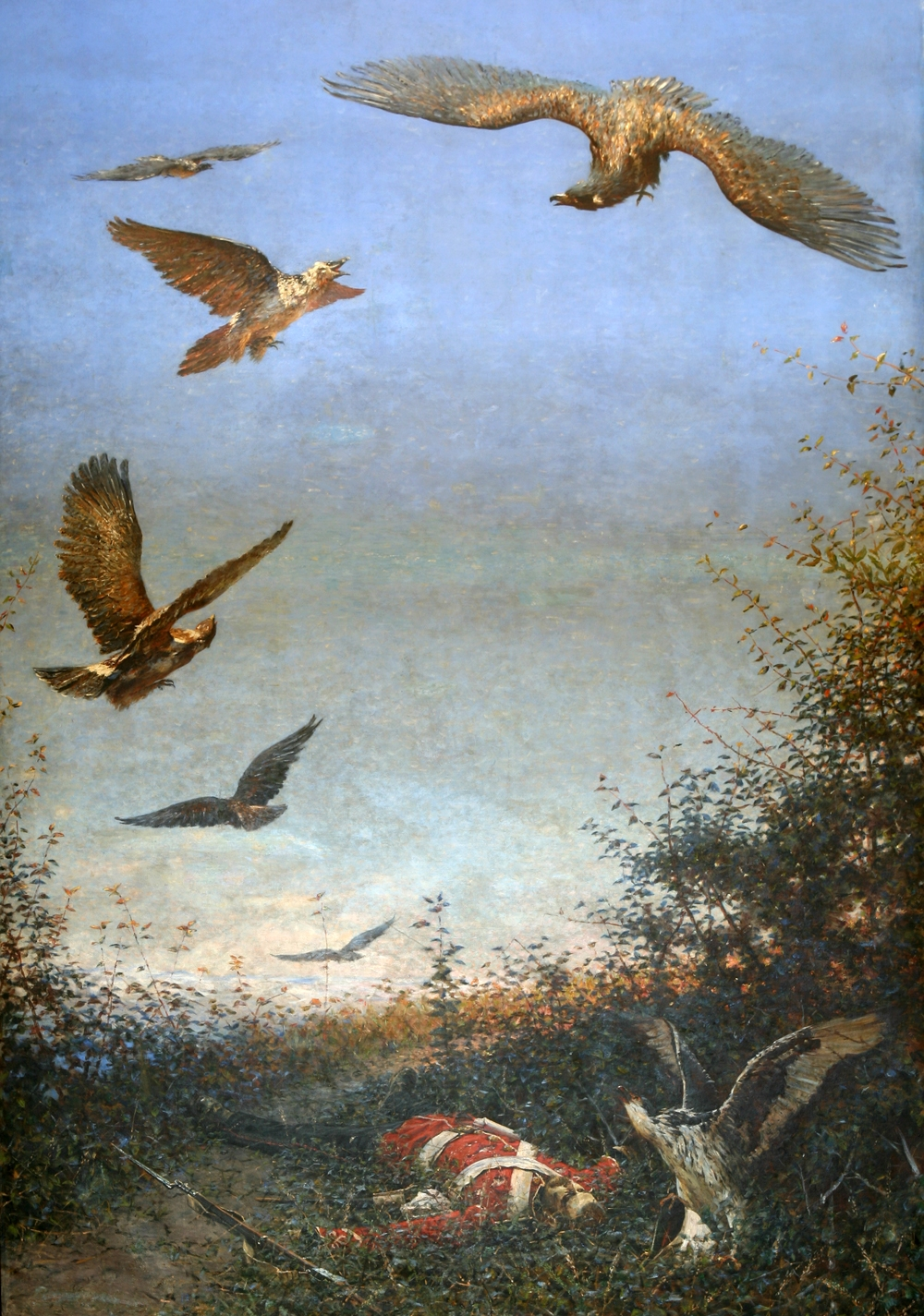
A hátrahagyott
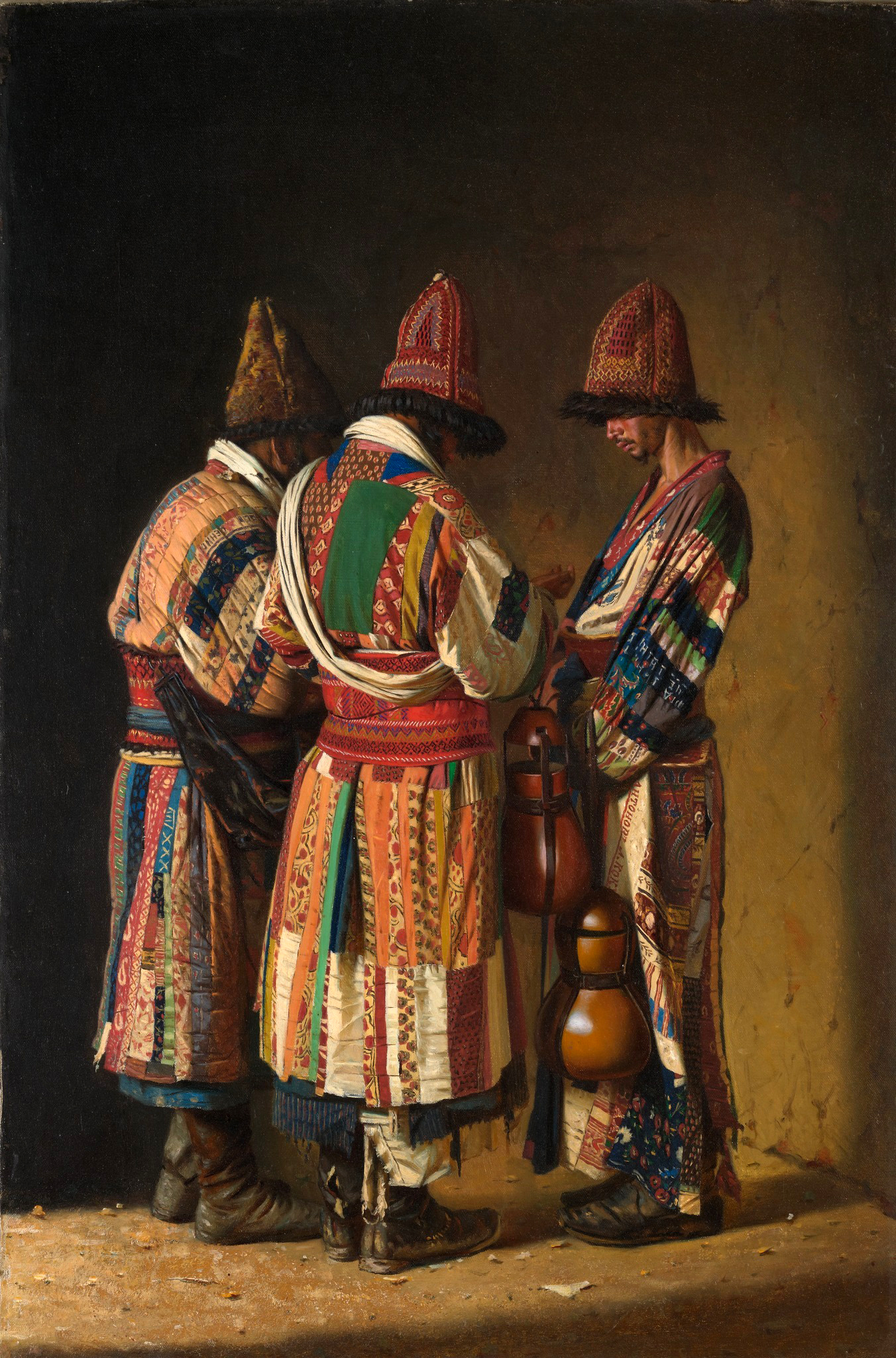
Dervisek 1870
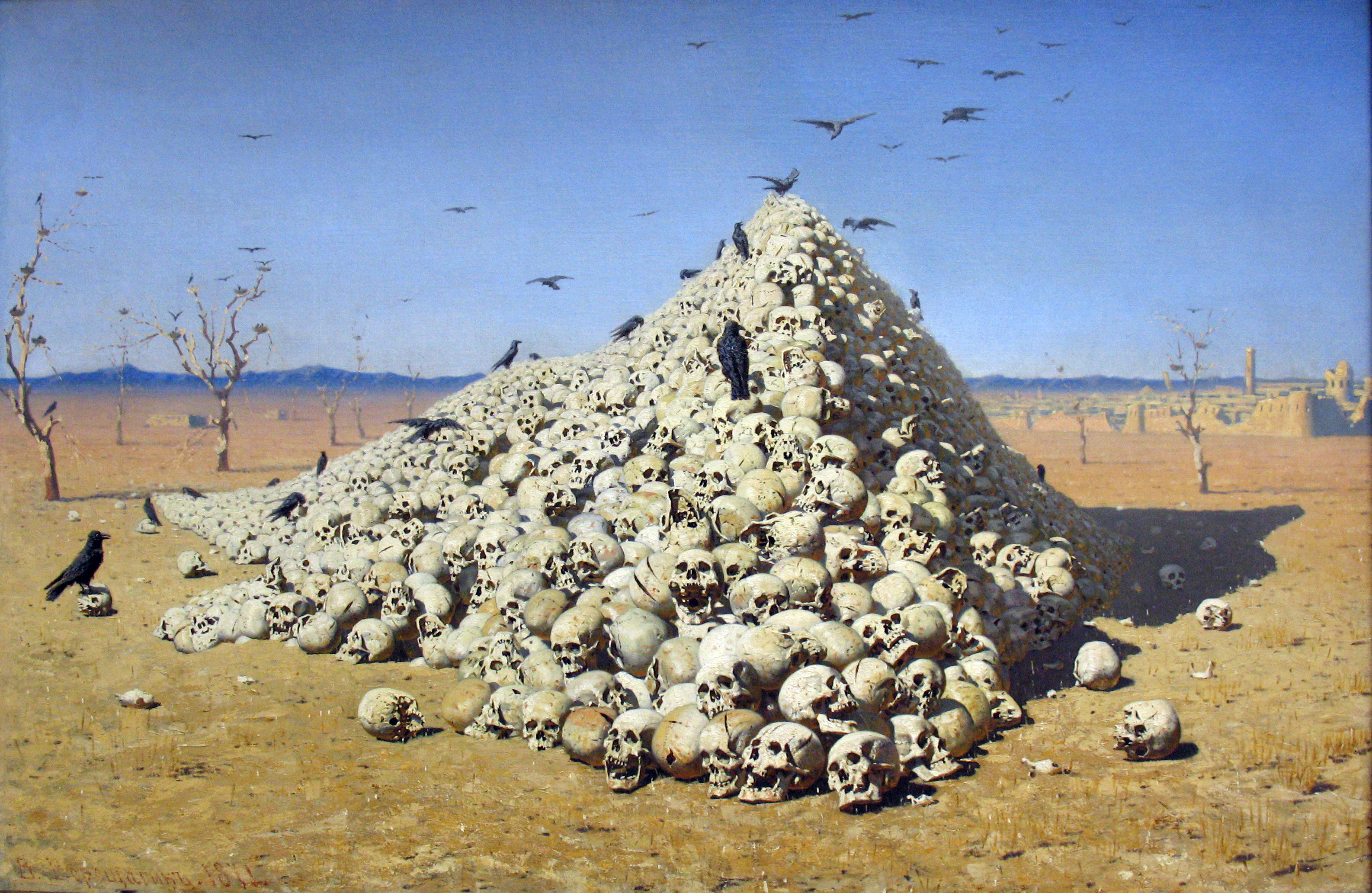
A háború apoteózisa (1871)
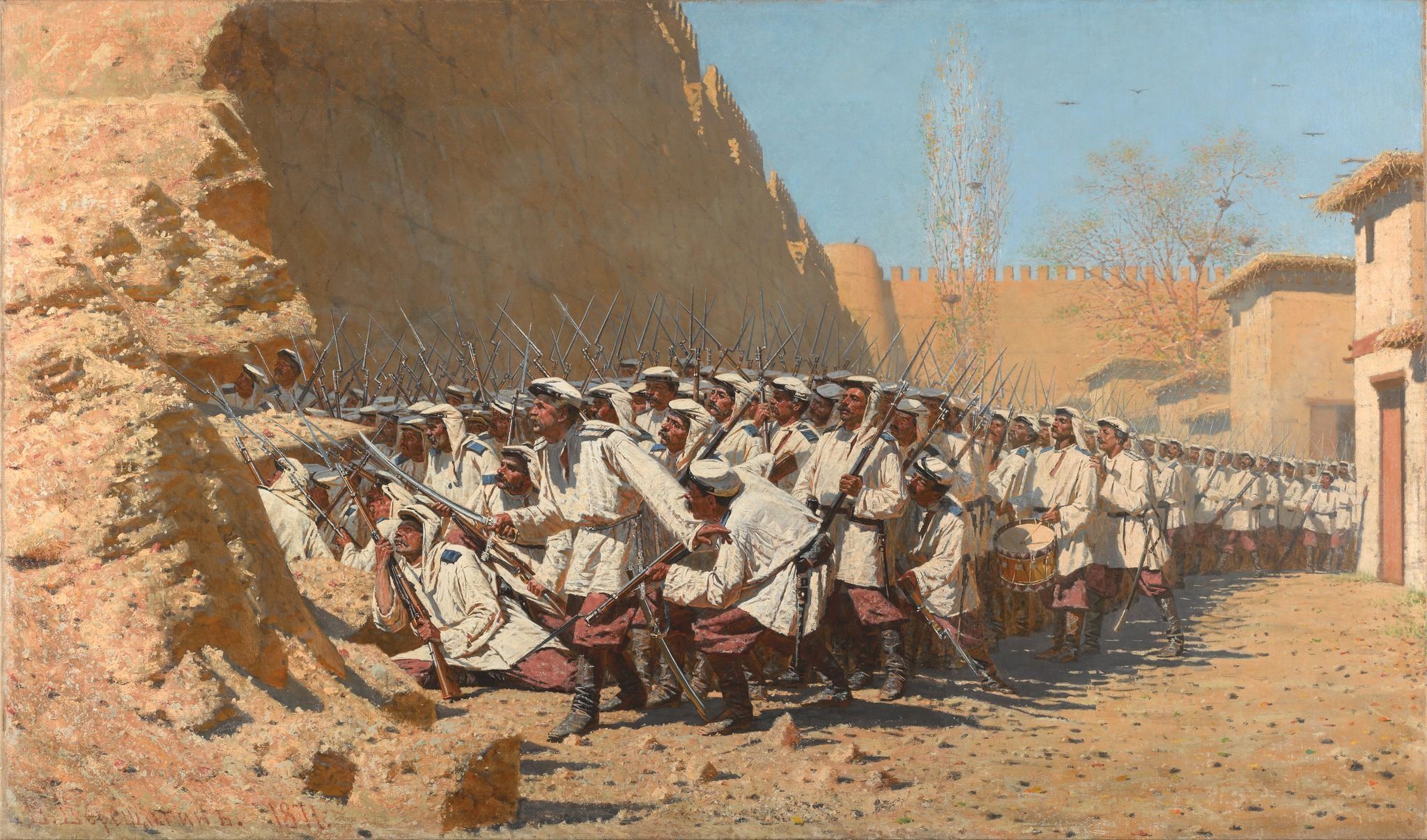
Hadd jöjjenek! 1871
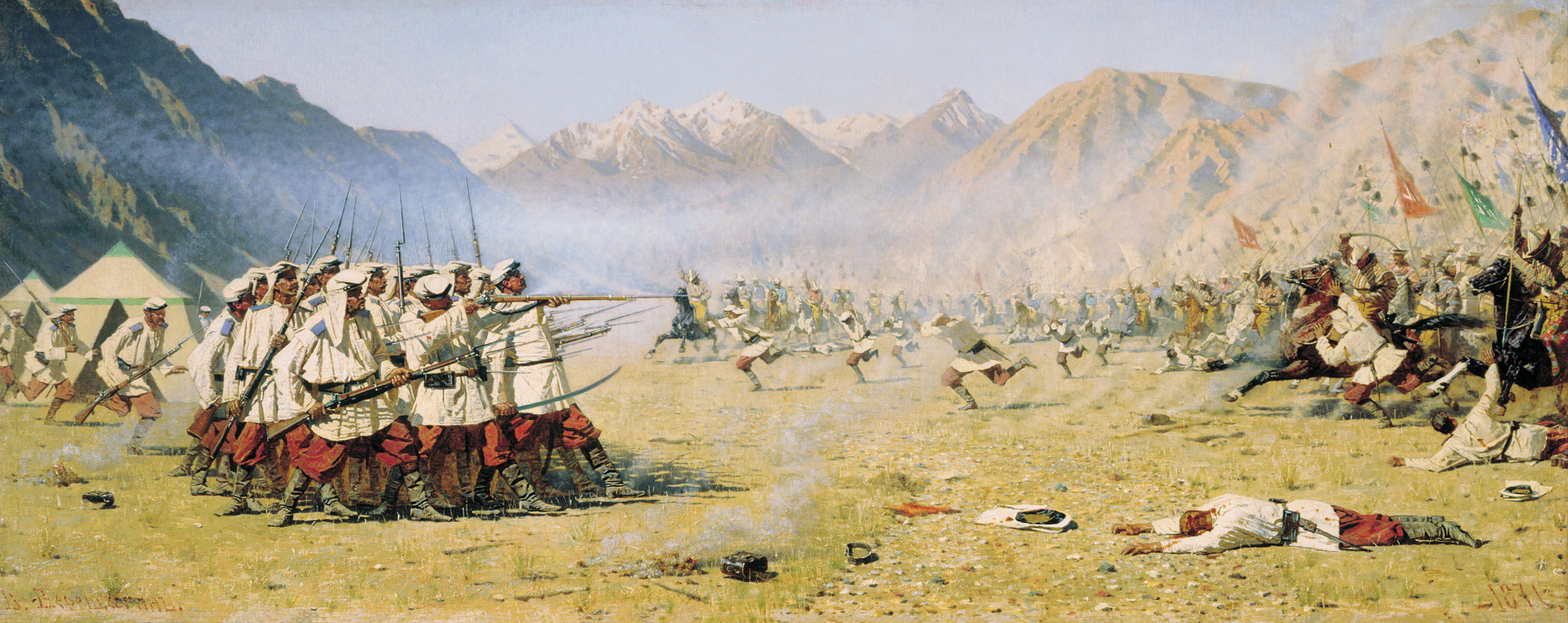
Váratlan támadás 1871
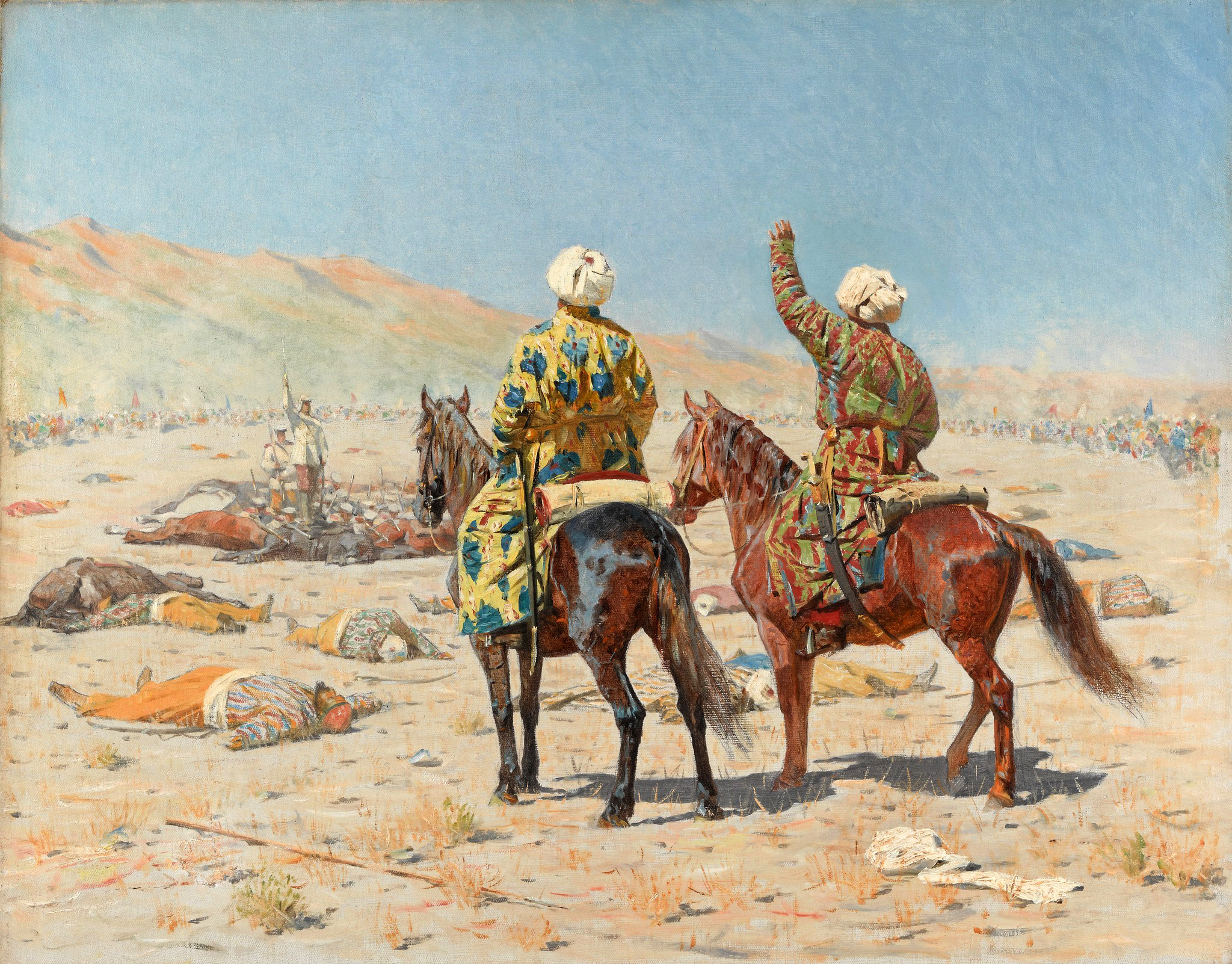
Háborús szünet 1873
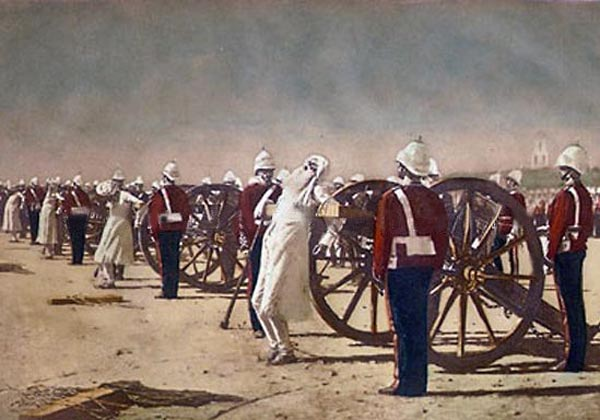
Kivégzés ágyúval Brit Indiában 1887